# Талица (приток Мошевицы)
Талица — река в России, протекает по Соликамскому району Пермского края. Устье реки находится в 28 км по правому берегу реки Мошевица. Длина реки составляет 12 км.
Исток реки у нежилой деревни Татарское в 42 км к северу от центра Соликамска. Река течёт на юго-запад по лесистой, местами заболоченной ненаселённой местности. Впадает в Мошевицу ниже деревни Жуланово.

## Данные водного реестра
По данным государственного водного реестра России относится к Камскому бассейновому округу, водохозяйственный участок реки — Кама от водомерного поста у села Бондюг до города Березники, речной подбассейн реки — бассейны притоков Камы до впадения Белой. Речной бассейн реки — Кама.
Код объекта в государственном водном реестре — 10010100212111100006765.